# Anton III. von Montfort

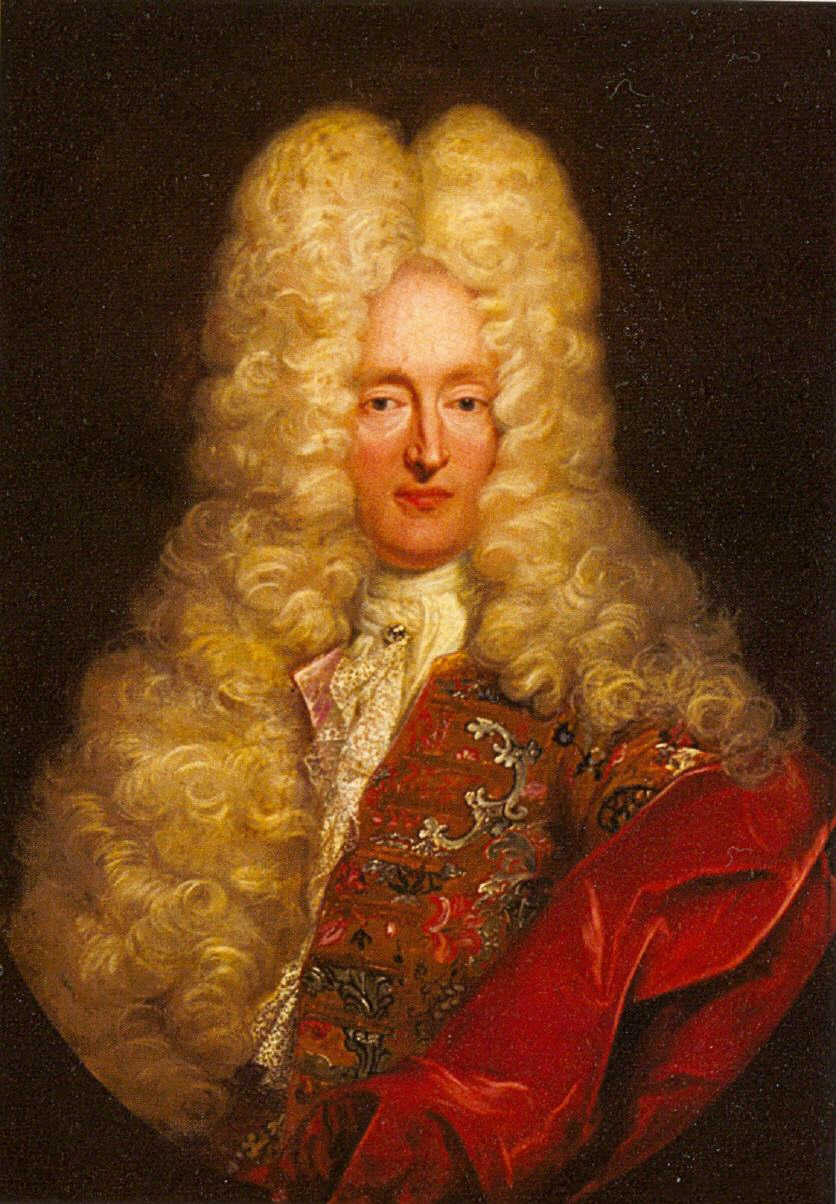
Anton III. von Montfort

Anton III. von Montfort (* 26. November 1670 in Tettnang im Argengau; † 12. Dezember 1733 in Salzburg) war ab 1686 (bis 1692 noch unter Vormundschaft seines Onkels Anton II.) regierender Graf zu Tettnang und Langenargen aus dem Hause Montfort. Wegen der hohen Schuldenlast der Grafschaft übertrug er 1727 seinem Sohn Graf Ernst vorzeitig die Regierungsgeschäfte.

## Leben und Wirken
Anton III. von Montfort war der Sohn und Nachfolger von Johann X., der durch einen Sturz vom Pferd ums Leben kam. Wegen seiner übermäßigen Kunstliebe und seines Hangs zu Pracht und Verschwendung nannte ihn Johann Nepomuk Vanotti, der Biograf der Montforter, den „wahren Feind und Verderber seiner Familie“, obwohl der Abstieg des Grafenhauses schon wesentlich früher begonnen hatte.
Er heiratete 1693 oder 1694 in Dillingen Anna Maria (1664–1733), eine Tochter des Don Maximilian von Thun-Hohenstein, Fideikommissherrn zu Tetschen an der Elbe. Anton hatte mit ihr zwei Söhne und eine Tochter. Zusammen mit seiner Gattin stiftete er dem Kapuzinerorden ein Kloster in Langenargen. Im Jahr 1699 erhielt er eine Anstellung am Salzburger erzbischöflichen Hof von Anna Marias Onkel Johann Ernst Graf von Thun und Hohenstein. Die Grafenfamilie zog nach Salzburg, erwarb dort den Montforter Hof und verpachtete die Einnahmen ihrer hoch verschuldeten Grafschaft an den Oberamtmann Johann Baptist Fritz gegen eine jährliche Zahlung von 9.000 Gulden und der Auflage, die Schuldenlast zu reduzieren.
Nach dem Ableben des Erzbischofs kehrte die Familie in ihre Grafschaft zurück. Angesichts der im Vergleich mit dem Luxus des Salzburger Hofes bescheidenen Verhältnisse startete Graf Anton ein umfassendes Bauprojekt. Hiermit wollte er seine Grafschaft seinen Standesansprüchen gemäß aufwerten. Er bestellte mit Christoph Gessinger den Baumeister des Neuen Meersburger Schlosses des Konstanzer Fürstbischofs, um in seiner Residenzstadt Tettnang in den Jahren von 1712 bis 1720 das Neue Schloss in Tettnang zu errichten.

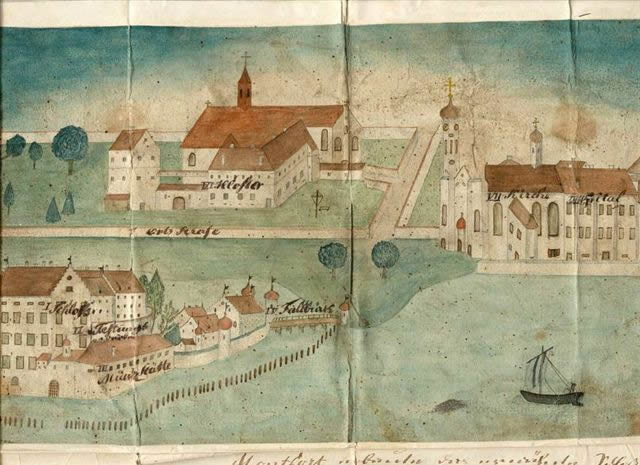
Das neue Zentrum Argens zwischen Burg Argen und Kloster (1701): Pfarrkirche (1722) und Heiliggeistspital (1718)

Nachdem er mit der Klosteransiedlung bereits einen ersten Schritt der Ortsaufwertung seiner Nebenresidenz Langenargen getan hatte, ließ er in der Achse zwischen Burg Argen und Kloster ein neues Stadtzentrum errichten. Dafür wurde parallel zu den Bauarbeiten des Schlosses 1716–1718 der Neubau des Hospitals zum Heiligen Geist in Langenargen verwirklicht. Direkt im Anschluss von 1718 bis 1722 ließ er nach dem Abriss der alten Pfarr- und Friedhofskirche St. Martin die neue Pfarrkirche St. Martin von Langenargen errichten. Für deren ursprünglich geplanten zwei Türme fehlte allerdings vorerst das Geld, sodass erst sein Nachfolger Graf Ernst nur einen der beiden Türme, sowie das repräsentative Pfarrhaus realisieren konnte. Im Jahr 1719 versuchte Graf Anton vergeblich, über den Kaiser die sterblichen Überreste des vermeintlichen Ahnheiligen Johannes von Zypern in die Pfarrkirche nach Langenargen überführen zu lassen. Mit diesem Gesamtprojekt strebte Graf Anton eine Standeserhöhung in den Reichsfürstenstand an, die ihm und seiner Familie allerdings verwehrt bleiben sollte, da hierfür nicht mehr der notwendige politische, aber insbesondere wirtschaftliche Einfluss der Grafen gegeben war.

## Münzfälschungsskandal
Die Grafen von Montfort-Tettnang wurden 1722 der Münzfälschung bezichtigt. Sie sollen große Mengen des so genannten „Konstanzer Ratsschillings“ nachgeprägt haben. Die Spuren führten zwar zweifellos in die Langenargener Münzprägestätte, aber die Grafen konnten zum Leidwesen der Konstanzer nicht zur Rechenschaft gezogen werden, weil sie die Münzprägestätte verpachtet hatten. Nach 1726 weitete Anton III. die Münzproduktion noch weiter aus, wodurch der Wert des Geldes wegen der riesigen Mengen (ca. 60 Mio. Kreuzer-Münzen in sieben Jahren) und der minderwertigen Qualität drastisch sank. Als Konsequenz brach der Geldverkehr in Süddeutschland zusammen.

## Nachfolge
Ab 1727 zog Anton III. seinen Sohn Graf Ernst zur Mitregierung heran. Er übersiedelte 1728 mit seiner Frau von den Montfortischen Herrschaften in der Bodenseeregion nach Salzburg in den, während seiner Hoftätigkeit erworbenen Montforter Hof, wo sie beide 1733 verstarben. Im Jahr 1733 übernahm deshalb sein Sohn Ernst die Regierungsgeschäfte der wegen der enorm angestiegenen Schuldenlast kurz vor Insolvenz stehenden Grafschaft.